# Station Taisho
Station Taishō (大正駅 Taishō-eki) is een spoorweg- en metrostation in de wijk Taishō-ku in Osaka. Het wordt aangedaan door de Osaka-ringlijn en de Nagahori Tsurumi-ryokuchi-lijn. Beide lijnen hebben eigen perrons.

## Geschiedenis
Hoewel de Kansai-goederenspoorlijn sinds 1928 door dit gebied reed (tussen Tennōji en Sakaigawa, wat uiteindelijk deel uit ging maken van de ringlijn) werd er pas in 1961, ten tijde van de voltooiing van de ringlijn, een station geopend. Sinds 1997 heeft de Nagahori Tsurumi-ryokuchi-lijn er zijn beginpunt. In 2010 zijn er veiligheidspoortjes op het metrostation geplaatst.

## Lijnen

### JR West
| 1 | ■Osaka-ringlijn | naar Tennōji   |
| 2 | ■Osaka-ringlijn | naar Nishikujō |

### Nagahori Tsurumi-ryokuchi-lijn(stationsnummer N11)
| 1 | ■Nagahori Tsurumi-ryokuchi-lijn | richting Shinsaibashi, Kyōbashi en Kadoma-Minami |
| 2 | ■Nagahori Tsurumi-ryokuchi-lijn | Aankomstperron                                   |

## Overig openbaar vervoer
Bussen: 55, 60, 70, 71, 72, 72A, 76, 90, 91, 94, 98, 98A en 108.

## Stationsomgeving
- Sunkus
- FamilyMart
- Taishō-brug
- Iwamatsu-brug
- Ōnami-brug
- Iwasaki-brug
- Tsutaya

Osaka · Fukushima · Noda · Nishikujo · Bentencho · Taisho · Ashiharabashi · Imamiya · Shin-Imamiya · Tennoji · Teradacho · Momodani · Tsuruhashi · Tamatsukuri · Morinomiya · Osakajo-koen · Kyobashi · Sakuranomiya · Temma · Osaka
Taishō · Dome-mae Chiyozaki · Nishi-Nagahori · Nishiōhashi · Shinsaibashi · Nagahoribashi · Matsuyamachi · Tanimachi Rokuchōme · Tamatsukuri · Morinomiya · Osaka Business Park · Kyōbashi · Gamō Yonchōme · Imafuku-Tsurumi · Yokozutsumi · Tsurumi-Ryokuchi · Kadoma-Minami